# Albert Schloenbach

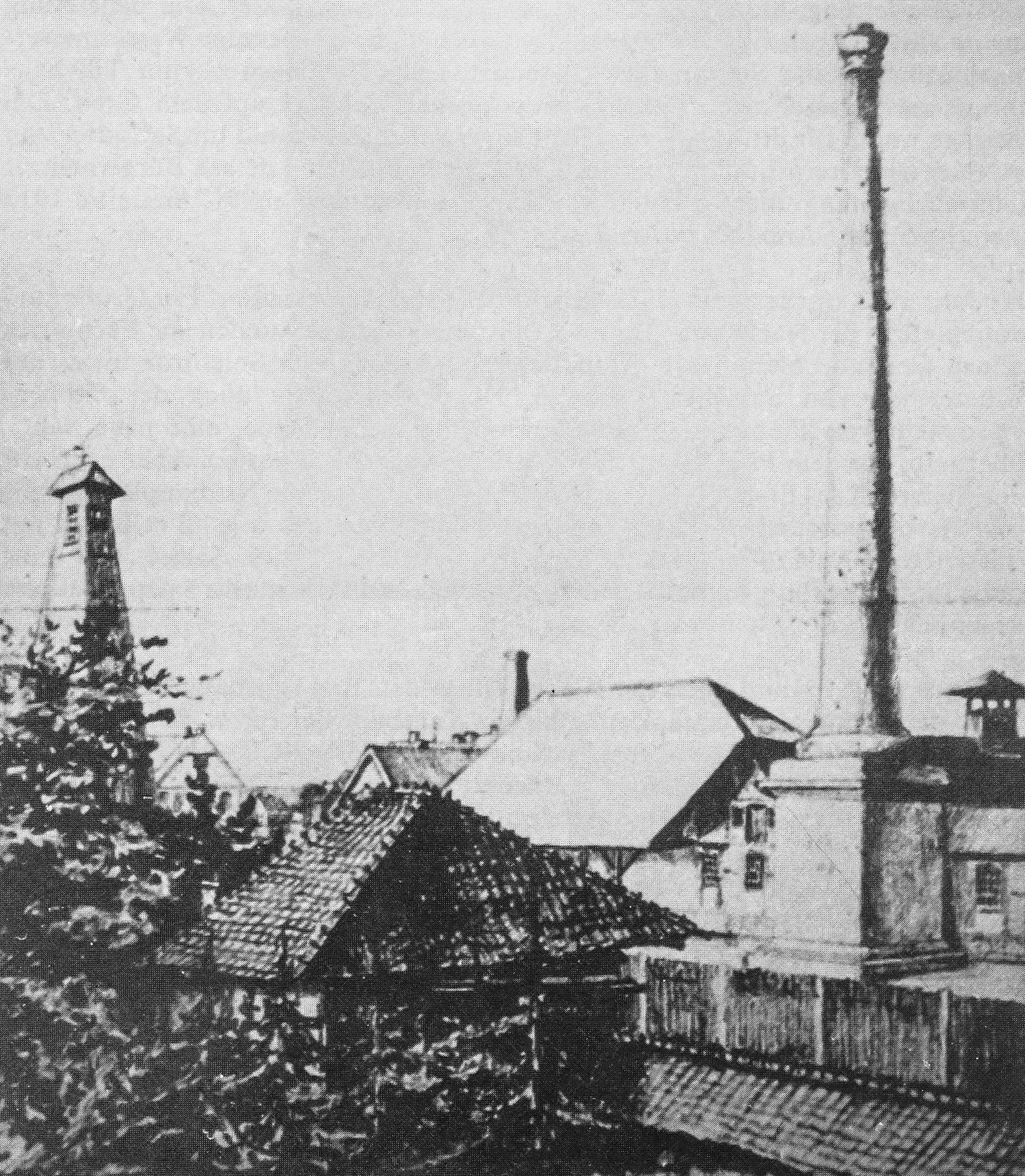
Saline Salzliebenhalle mit Bohrturm und Siedehaus, Zeichnung von Schloenbachs Sohn Urban (1853)

Albert Schloenbach, auch Albert Schlönbach, (* 4. Februar 1811 in Sülbeck, heute zu Einbeck; † 23. Februar 1877 in Liebenhalle) war ein deutscher Geologe und Obersalineninspektor.

## Leben
Albert Schloenbach wurde 1811 in Sülbeck geboren. Er studierte ab 1829 Naturwissenschaften in Clausthal, Berlin und Göttingen. Nachfolgend war er als Salineneleve und Salzschreiber in Sülze und Salzderhelden tätig. Ab 1838 arbeitete er in Liebenhalle, heute Salzgitter-Bad, und wurde dort 1839 Salineninspektor. Er leitete den Salinenbetrieb gemeinsam mit seinem Schwiegervater Urban von Unger bis zu dessen Tod 1858, nachfolgend allein. Schloenbach wurde 1867 Obersalineninspektor und war von 1872 bis zu seinem Tod Pächter der Saline.
Schloenbach hatte die Umgebung der Salzquellen erforscht und folgerte, dass der Salzstock nicht sehr tief liegen könne. Er ließ von 1849 bis 1851 in der Nähe des alten Brunnens eine neue erfolgreiche Tiefbohrung durchführen. Nachdem man in 212 m Teufe auf Steinsalz getroffen war, wurde das Bohrloch noch bis zu einer Endteufe von 224 m niedergebracht. Die Sole hatte einen mittleren Salzgehalt von 17 bis 20 % und ließ sich ohne weitere Anreicherung direkt in den Siedepfannen einsetzen, sodass die im Betrieb teuren Gradierwerke aufgegeben werden konnten.
Schloenbach erforschte die Geologie des Harzvorlandes, insbesondere die heimischen Erzlagerstätten und gilt dadurch als Wegbereiter für den Eisenerzbergbau in Salzgitter. Zu seinen Funden gehörten die Eisenerzvorkommen der späteren Gruben Finkenkule und Hannoversche Treue. Er publizierte 1866 über Erzvorkommen bei Salzgitter-Bad, wodurch der Industrielle und Generaldirektor des Sieg-Rheinischen Bergwerks- und Hüttenvereins in Troisdorf, Emil Langen, zur Gründung des ersten Hüttenwerkes in Salzgitter veranlasst wurde. Dieses wurde von 1869 bis 1874 auf dem Gebiet des heutigen Salzgitter-Bad betrieben.
Schloenbachs Sohn Urban starb 1870 im Alter von nur 29 Jahren, nachdem er aufgrund seiner außergewöhnlichen wissenschaftlichen Leistungen einen Ruf der Prager Karls-Universität auf den Lehrstuhl für Mineralogie, Geologie und Paläontologie erhalten hatte. Seinem Sohn zu Ehren rief Albert Schloenbach 1873 die Schloenbach-Reisestipendien-Stiftung ins Leben.
Albert Schloenbach starb im Februar 1877 im Alter von 66 Jahren. Er war Ehrenmitglied der Deutschen Geologischen Gesellschaft, die ihm zu Ehren am Harly bei Vienenburg eine Tafel anbringen ließ. Nach Schloenbach wurden 1968 die Albert-Schloenbach-Realschule und die Schloenbachstraße in Salzgitter-Bad benannt. Die Ammonitengattung Schloenbachia und eine Leitmuschel aus der Kreideformation (Ina seramus Scloenbachi) tragen seinen Namen.

## Schriften (Auswahl)
- Erbohrung von Steinsalzen zu Liebenhalle. 1854.
- Das Bonebed und seine Lage gegen den sogenannten obern Keupersandstein im Hannöver'schen. In: Neues Jahrbuch für Mineralogie, Geologie und Paläontologie. 1860, S. 513–534. (Digitalisat)
- Beitrag zur genauen Niveau-Bestimmung des auf der Grenze zwischen Keuper und Lias im Hannoverischen und Braunschweigischen auftretenden Sandsteins. In: Neues Jahrbuch für Mineralogie, Geologie und Paläontologie. 1862, S. 144–177. (Digitalisat)
- Die Erbohrung von Kalisalzen bei Davenstedt. In: Mineralogische Mittheilungen, 1875, S. 283–288. (Digitalisat)